# Gholson
Gholson – miasto w Stanach Zjednoczonych, w stanie Teksas, w hrabstwie McLennan.